# Kolonga
Kolonga ist ein Ort in der Inselgruppe Tongatapu im Süden des pazifischen Königreichs Tonga.
Im Jahr 2021 hatte Kolonga 1206 Einwohner.

## Geographie
Der Ort liegt im Osten der Insel im Distrikt Lapaha am Ufer der Piha Passage.
Im Westen schließt sich Navutoka an und im Osten Niutoua. Im Ort gibt es die katholische „St. Joseph’s Catholic Church“ und eine „Church of Jesus Christ of Latter-day Saints“.

## Klima
Das Klima ist tropisch heiß, wird jedoch von ständig wehenden Winden gemäßigt. Ebenso wie die anderen Orte der Tongatapu-Gruppe wird Kolonga gelegentlich von Zyklonen heimgesucht.